# Taalactivisme
Taalactivisme is het actief opkomen voor de eigen taal en cultuur met de middelen van politiek activisme. Het wordt ingezet als middel in een taal- dan wel onafhankelijkheidsstrijd, en tegen cultuurimperialisme, de dreiging van assimilatie (zoals bij de verfransing van Brussel), of taaldiscriminatie. Organisatorisch verenigt men zich in actiegroepen of verbindt men zich met een politieke partij.
Taalactivisme dient onderscheiden te worden van taalminnende activiteiten, zoals bestudering en culturele activiteiten.
Bekende taalactivistische organisaties in de Benelux zijn:
- voor de Nederlandse taal
  - Stichting Taalverdediging
  - Taal Aktie Komitee
  - Vlaamse Volksbeweging
  - Brussel Ook Onze Stad
  - Gorik
  - Taalrespect
- voor de Franse taal
  - Union des Francophones
  - Front Démocratique des Francophones
- voor de Friese taal:
  - Ried fan de Fryske Beweging
- voor de Limburgse dialecten:
  - Vereniging Veldeke
- voor het Drents:
  - Huus van de Taol.